# TimeZero
TimeZero — многопользовательская браузерная онлайн-игра. Является условно-бесплатным проектом с покупкой специальной игровой валюты — золотых монет.
Мир TimeZero — это планета, пережившая ужасающую катастрофу. Ядерная война опустошила цветущие земли и практически уничтожила цивилизацию. Возросший уровень радиации вызвал огромное количество мутаций, из-за этого в мире появились мутанты. В игре лишь поселение Новая Москва достаточно защищено от нападений и радиации. Игрок может сражаться как с мутантами, так и с другими игроками.

## Описание вселенной TimeZero
Игровой мир TimeZero состоит из 128 881 локации. Изначально атмосфера была довольна близка к Fallout. TimeZero имеет ряд существенных отличий: собственная система ведения боя, широкий выбор однотипного оружия и брони, 14 игровых профессий (включая 3 подпрофессии) и разнообразные квесты. Также присутствуют 12 видов монстров и 2 фракции, враждующие друг с другом.

## Встречи игроков
В TimeZero играют люди из России, из Украины, из Белоруссии, Литвы, Латвии, Казахстана, Израиля, Германии и других государств. В некоторых городах проводятся периодические встречи игроков, в исключительных случаях — при участии администрации игры (проводятся конкурсы и лотереи с раздачей игровых призов (игровые деньги, перки) и сувенирной продукции «Точки Отсчёта»).

## Профессии
Каждый персонаж TimeZero может получить одну из 14 профессий: корсар, старатель, наемник, сталкер, журналист, торговец, патрульный, штурмовик, специалист, инженер, псионик, дилер, каторжник, полиморф. Чтобы получить определенную профессию, нужно выполнить определенный квест (задание). Однако для получения такой профессии, как каторжник, необходимо, чтобы вашего персонажа осудили и приговорили к каторжным работам. А чтобы получить профессию патрульный, специалист или штурмовик, необходимо состоять в клане Полиции. Профессия псионик имеет 3 под-профессии: пси-кинетик, пси-лидер и пси-медиум.

## Монстры
В игре постоянно приходится сражаться с монстрами. В настоящее время бестиарий насчитывает 13 следующих существ: ведьмин студень, вжик, крыса-мутант, динго, стич, богомол, червь, эрго, механоид, скорпион, одержимый, арахнид, антис.

## Time Zero в культуре
- TimeZero. Пепел обетованный, (2008), Эксмо — автор Сергей Чекмаев

## Конец игры
1 августа 2020 года сервера были погашены, игровой мир перестал быть доступным. На странице игры висит эпилог.
Сюжет заканчивается тем, что уровень радиации поднялся до таких высот, монстры в пустоши погибли сразу. Костюмы уже не спасали, а скоро не выдержали и щиты, защищающие города, счётчики Гейгера сошли с ума, и всё живое погибло.